# Київський стрій

## Вбрання козацької доби
При описі одягу населення Васильківського повіту Едвард Руліковський вказує, що одяг вищих суспільних станів не мав впливу на одяг народу, вплив на зміни в одязі мав добробут або зубожіння народу. Він вказує, що до 1800 року народ на Київщині носив одяг козацький. Так він описує одяг молодого козака. Оселедець за правим вухом, на голові шапка з чорного смушку з довгим вилишкетом, однакового кольору з жупаником. Жупаник мав вузький комір, з-під якого було видно вузький комірець сорочки. Защіпався він на гаплики. Жупаник заправлявся в широкі штани до очкура, які біля холяв чобіт стягувались і звисали по чоботах до кісточок. Стан козака охоплював шкіряний пояс, до якого була підвішена порохівниця з волового рогу. По жупанику носили короткий контуш з вильотами та рукавами, які були закладені за спину. Якщо козак був на коні то в руках або за поясом він мав нагайку, а на лівому плечі була завішана бурка. Таким був святковий стрій, а повсякденний складався з суконного жупаника та гуньки з каптурем.
Господарі в цей час носили жупани довжиною до колін з гранатового сукна, виготовленого в Горлиці на Сілезії. По швах такі жупани були обшиті срібним або золотим галуном. Шапки носили з сивого смушку. Жінки одягались в ті часи гарно та багато. Носили вони каптаники в узори, запаски з каламайки. Стан охоплювали стамбульським поясом. На шиї носили багато коралів, інколи угорські дукачі або металевий хрестик. По каптаниках носили гранатові юпки з сукна з виложистим коміром з шовкової тканини або білої овчини. Очіпки були також з дорогої матерії. До очіпка носили сивої барви намітки з льону, довжиною до пояса. На ногах носили червоні сап'янці або сап'янові черевики на корках та вовняні панчохи. Дівчата носили подібне вбрання, але волосся заплітали в коси, які спадали на плечі, а голову прикрашали живими квітами, барвінком або штучними квітами.

## Вбрання XIX ст
У 1853 році Руліковський зазначає, що такого ошатного одягу вже не було. А носили вже свити чорні або білі, в залежності від місцевості. По правому берегу р. Рось свити буденні були чорними, а святкові — білими, а на лівому навпаки. Взимку зверху по свиті носили білі кожухи з чорним коміром. Жінки носили чорні або гранатові запаски домашнього виробу. Сорочки біля коміра та на рукавах були вишиті червоною бавовняною ниткою. Намітки носили вже рідко, замість них жінки носили на головах куплені хустки. В околицях біля міст та в містечках у свято жінки носили замість свит з грубого сукна каптаники різнокольорові з купленої тканини і з подібної купленої тканини спідниці та запаски до них. В селах поблизу Києва дівчата носили панчохи та черевички на корках.

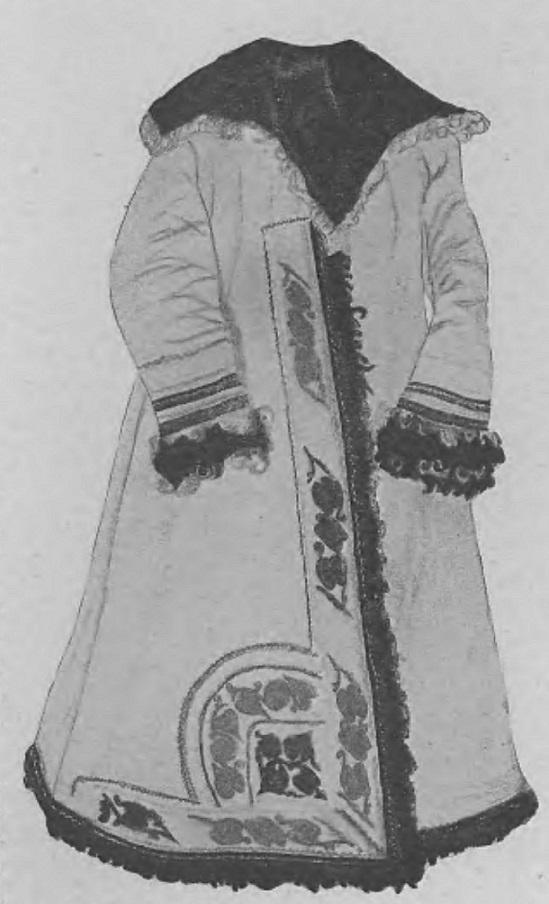
Кожух з Павелек. Васильківський повіт.
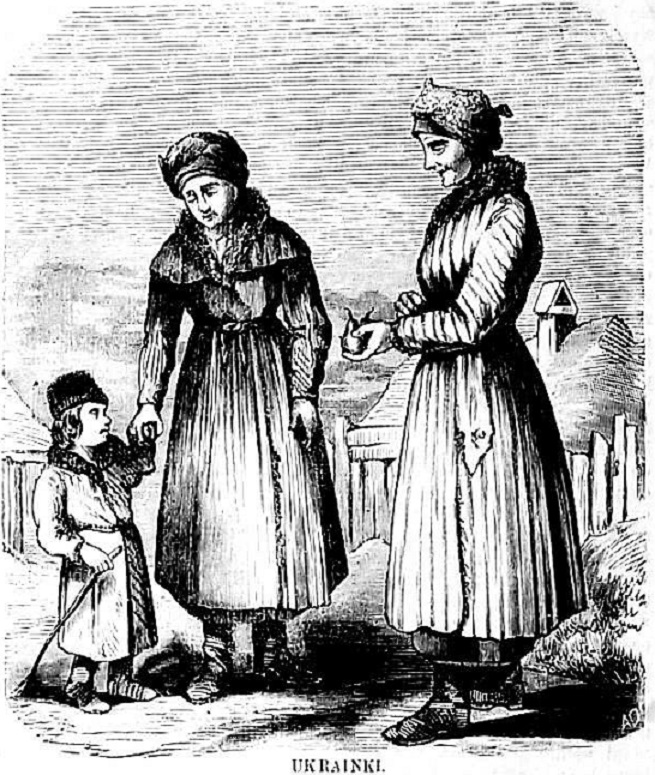
м. Трипілля, 1860 p.
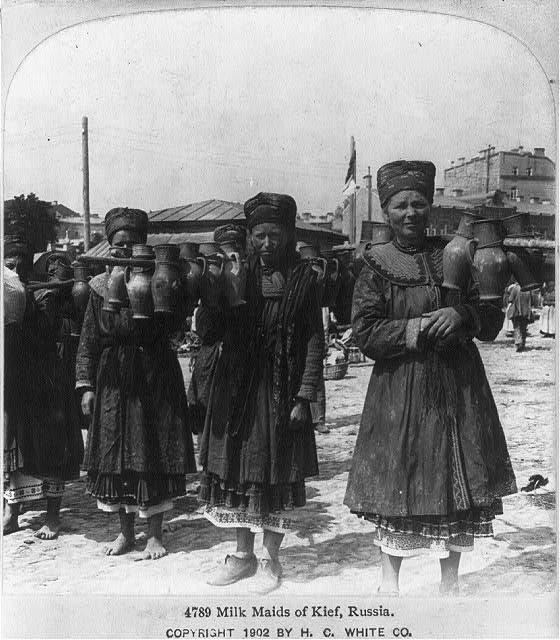
Київ, 1902 р.
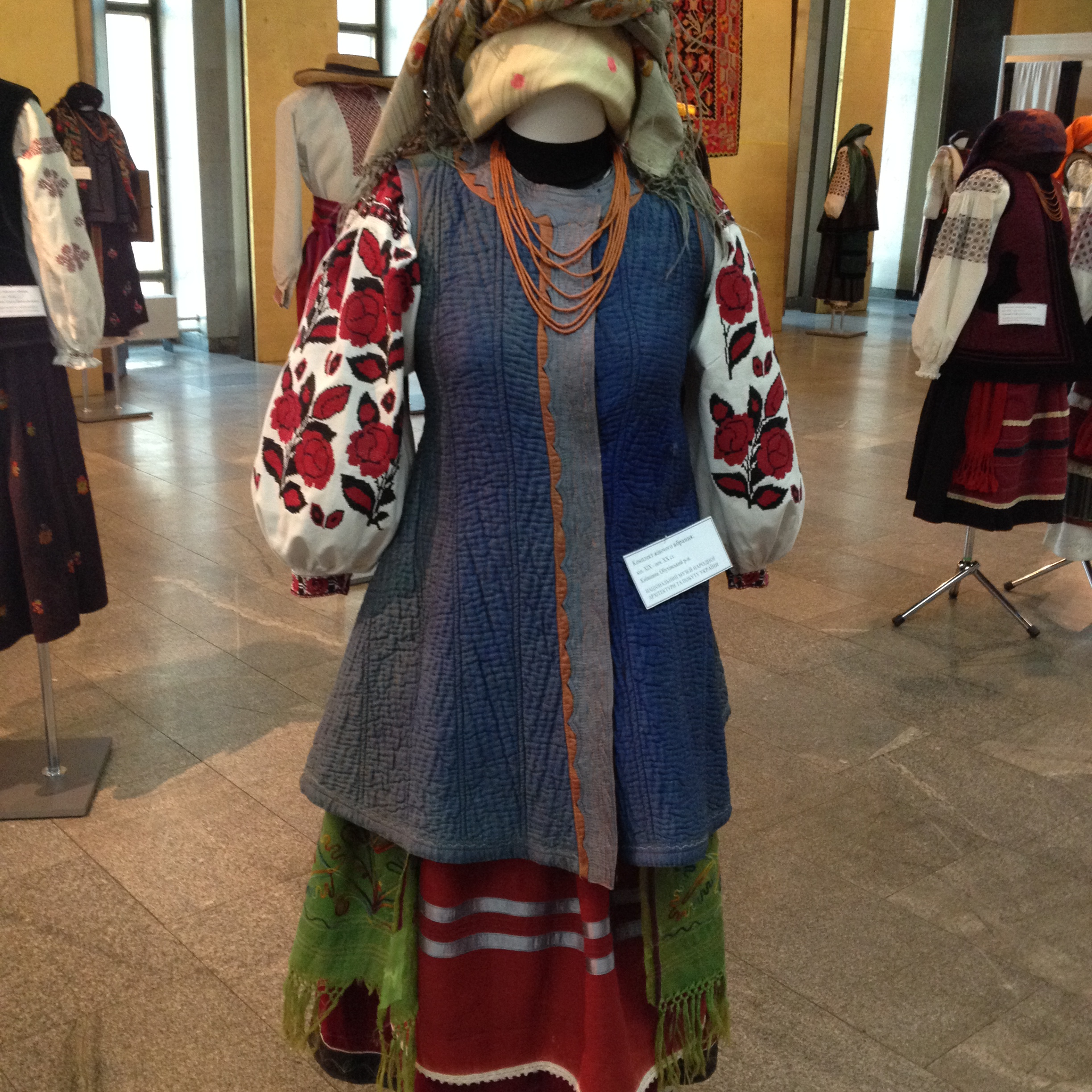
Обухівський р-н
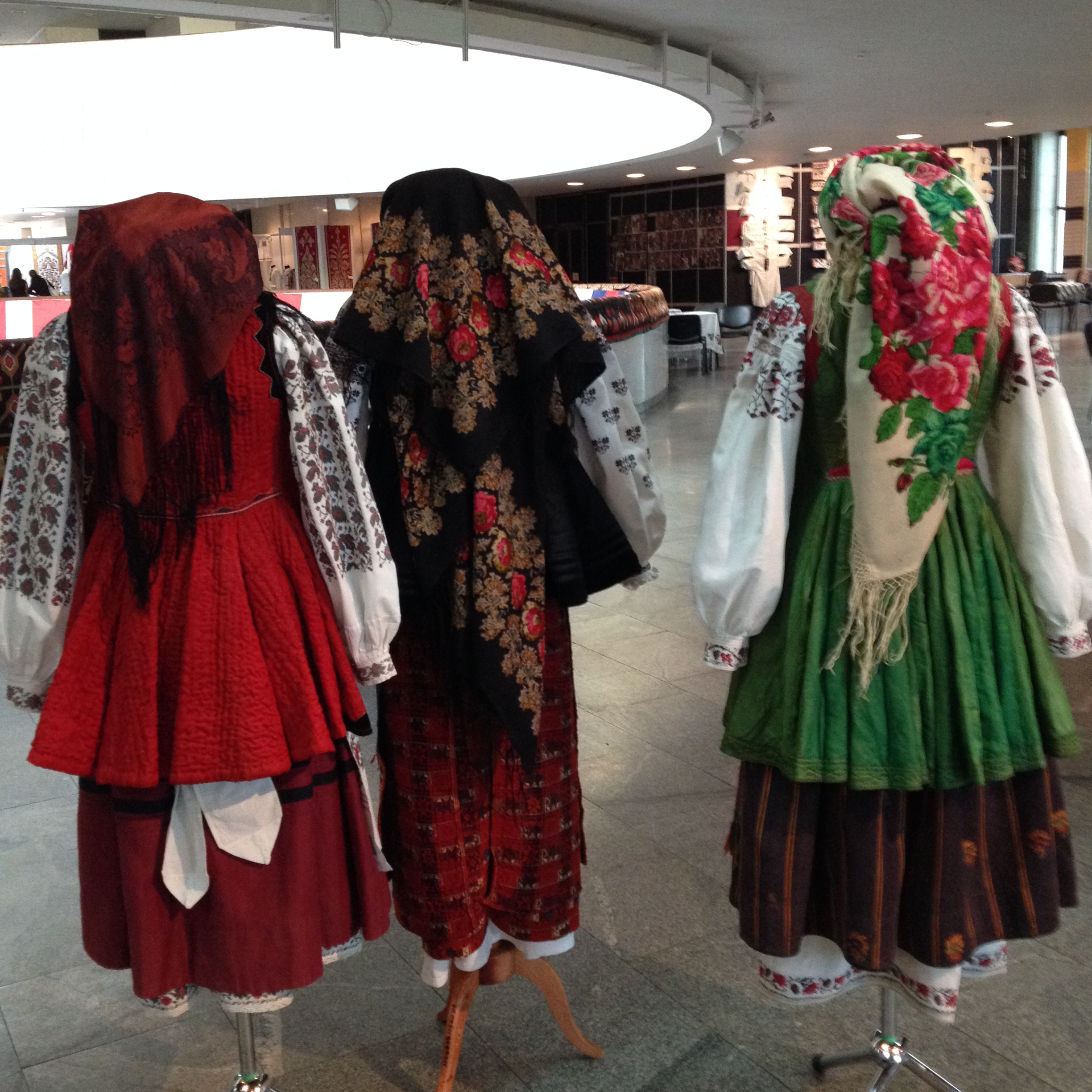
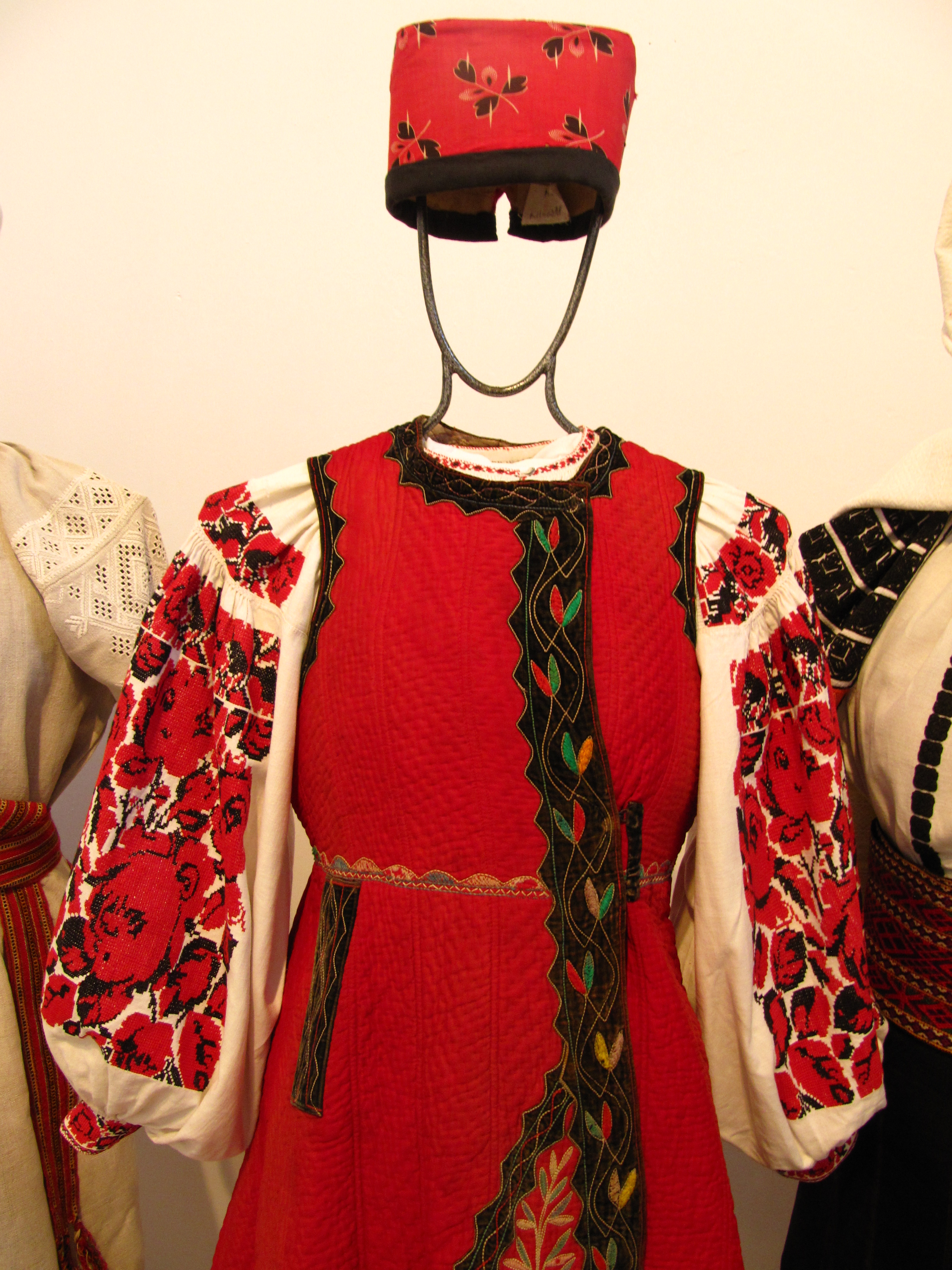
Вбрання жіноче. Кінець 19 ст-початок 20 ст. Київська обл. Києво-Святошинський р. Виставка в музеї Івана Гончара (Київ).